# Maddi Torre
Maddi Torre Larrañaga (San Sebastián, Guipúzcoa, 30 de marzo de 1996), es una futbolista española que juega como defensa en el Athletic Club en la Liga Iberdrola.

## Trayectoria

### Inicios
Comenzó en el SD Ugeraga, hasta alevines; y después se fue a la cantera del Bizkerre CF, como medio centro, en las categorías infantil, cadete y juvenil desde 2008 a 2011, hasta que fichó por el Athletic de Bilbao B. En el Athletic B, su entrenador, Iñigo Juaristi, le cambió de posición y comenzó a jugar de defensa central. Tras 5 temporadas en el equipo filial, en 2016, se incorporó al primer equipo del Athletic. La siguiente temporada, la disputó en las filas del Santa Teresa CD. En la temporada 2017/18 fichó por el Real Betis, donde permaneció una temporada hasta que la Real Sociedad la incorporó como refuerzo de la zaga txuri-urdin.

### Real Sociedad
En 2018, fichó por la Real Sociedad por una temporada, para reforzar la defensa central del equipo. Su envergadura y colocación en el campo hacen de ella una defensa central contundente.

## Clubes
| Club                 | País   | Año         |
| -------------------- | ------ | ----------- |
| Athletic de Bilbao B | España | 2011-2016   |
| Athletic de Bilbao   | España | 2016        |
| Santa Teresa CD      | España | 2016- 2017  |
| Real Betis           | España | 2017- 2018  |
| Real Sociedad        | España | 2018- 2023. |
| Athletic de Bilbao   | España | 2023- Act.  |

## Palmarés
| Título           | Club          | País   | Año       |
| ---------------- | ------------- | ------ | --------- |
| Copa de la Reina | Real Sociedad | España | 2018-2019 |